# Schloss Brandenstein

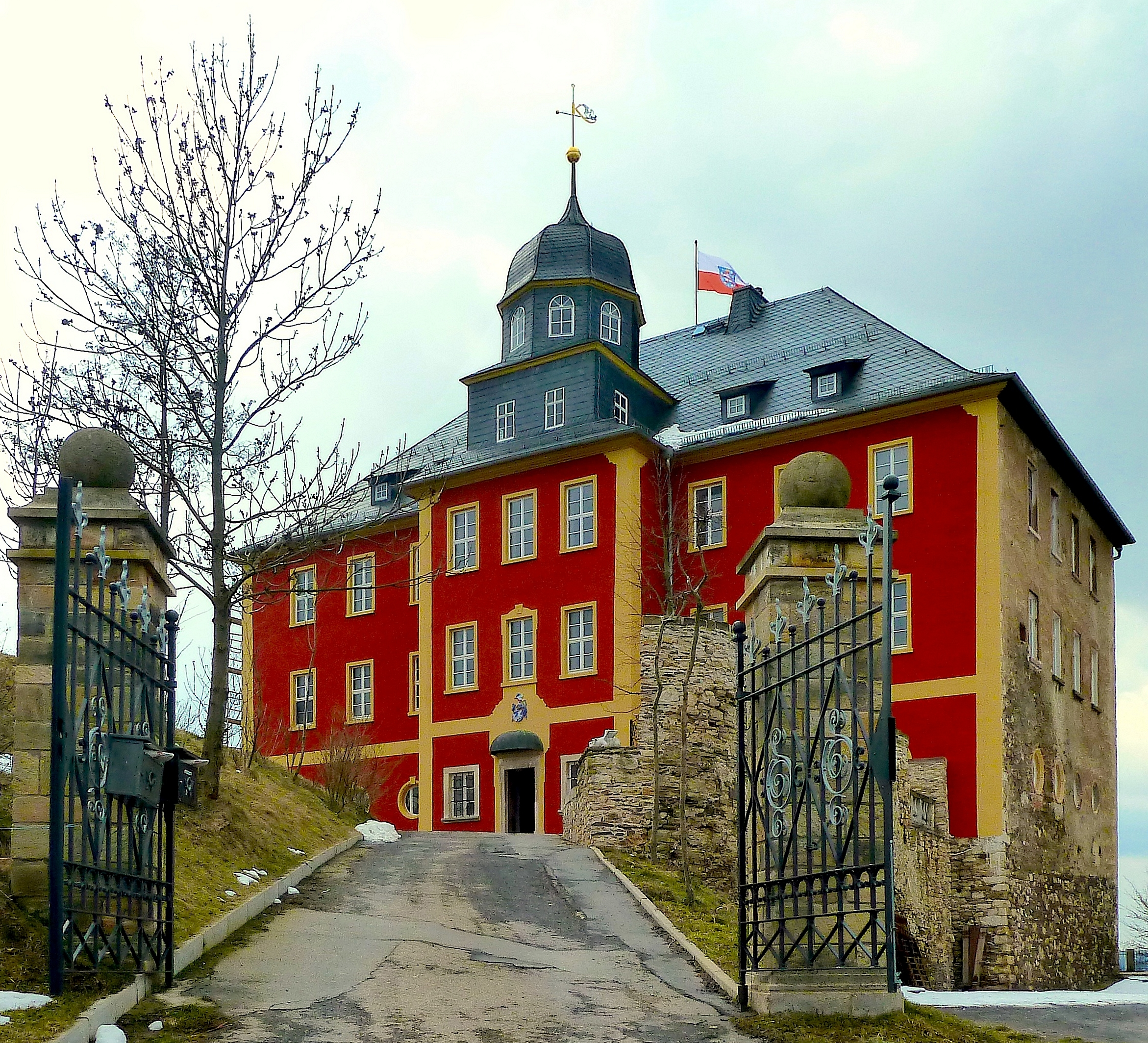
Schloss Brandenstein, Frontansicht

Schloss Brandenstein, auch bekannt als Burg Brandenstein, steht auf einem Zechsteinriff im Ortsteil Brandenstein der Stadt Ranis im Saale-Orla-Kreis in Thüringen.

## Geschichte
Die Burg war der Stammsitz des 1289 erstmals urkundlich erwähnten Geschlechts der Ritter und späteren Herren von Brandenstein. Diese hatten spätestens seit 1351 die Burg Brandenstein als Lehen der Wettiner inne. Sie besaßen aber auch schwarzburgische, orlamündische und lobdeburgische Lehen, traten jedoch meist als wettinische Gefolgsleute und Räte in Erscheinung und spielten als solche eine relativ bedeutende Rolle.
Die Brandensteiner waren Adlige, die auf Dauer durchaus gut mit einem Vasallenverhältnis zu den Wettinern leben konnten, insbesondere dann, wenn diese ihnen militärischen Schutz gewährten und die Zahlung der nicht unerheblichen Reichssteuern abnahmen.
1584 kam die Burg für 16.000 Taler an die Herren von Breitenbauch. Während des Dreißigjährigen Krieges, zum ersten Mal 1634, wurde Burg Brandenstein von kroatischen Truppen belagert. Die Burg wurde in dieser Zeit wohl sehr stark beschädigt und fand Erwähnung als „das Wüste Haus“ von Brandenstein. So wurde es von 1698 bis 1705 vom Landrat Christoph Adam von Breitenbauch im Stile des Hochbarocks zum Schloss umgebaut. Er ließ die Reste der alten Burg entfernen und gestaltete einen Schlosshof auf der Ostseite. Nachweisbar ist ein runder Gartenpavillon, dessen Grundmauern noch erhalten sind. Die Vorburg ließ er aus Steinen der Ruine Burg Stein wiedererrichten.

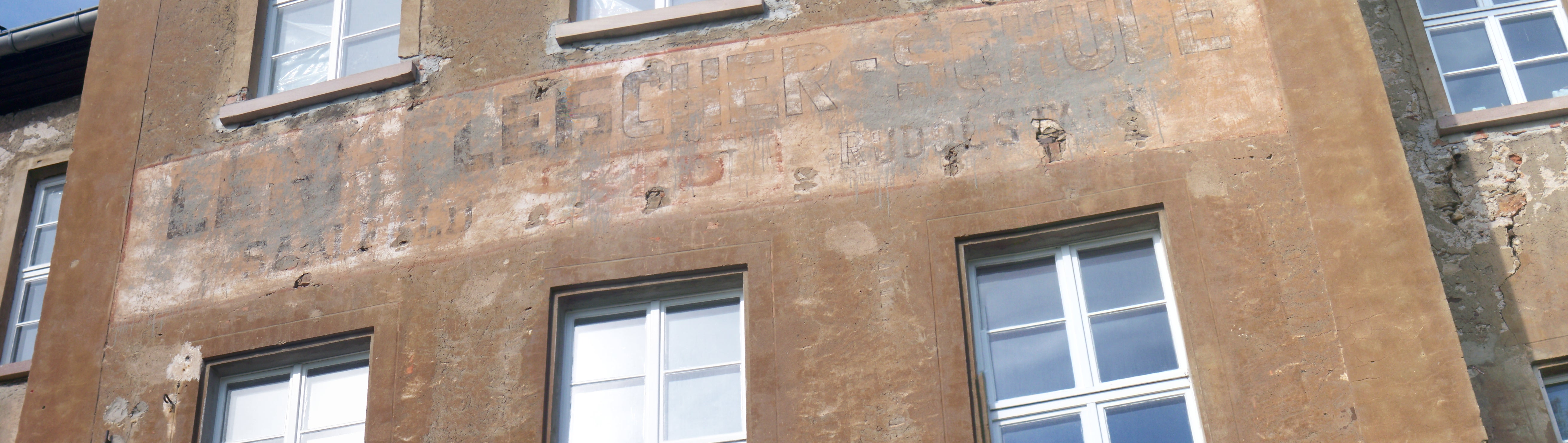
Schriftzug „Leni-Fleischer-Schule“ über dem Schlossportal

Das Schloss befand sich bis zur Bodenreform 1945 im Besitz derer von Breitenbauch, die sich schon 1906 in Breitenbuch umbenannt hatten. Bis 1955 diente Schloss Brandenstein als Arbeiterwohnheim und Parteischule des Stahlwerks Maxhütte und der Keramischen Werke Hermsdorf (Leni-Fleischer-Schule). Von 1955 bis 1988 war das Schloss Jugendherberge mit ca. 18.000 Übernachtungen im Jahr. Nach 1988 stand das Schloss leer und war dem Verfall preisgegeben.

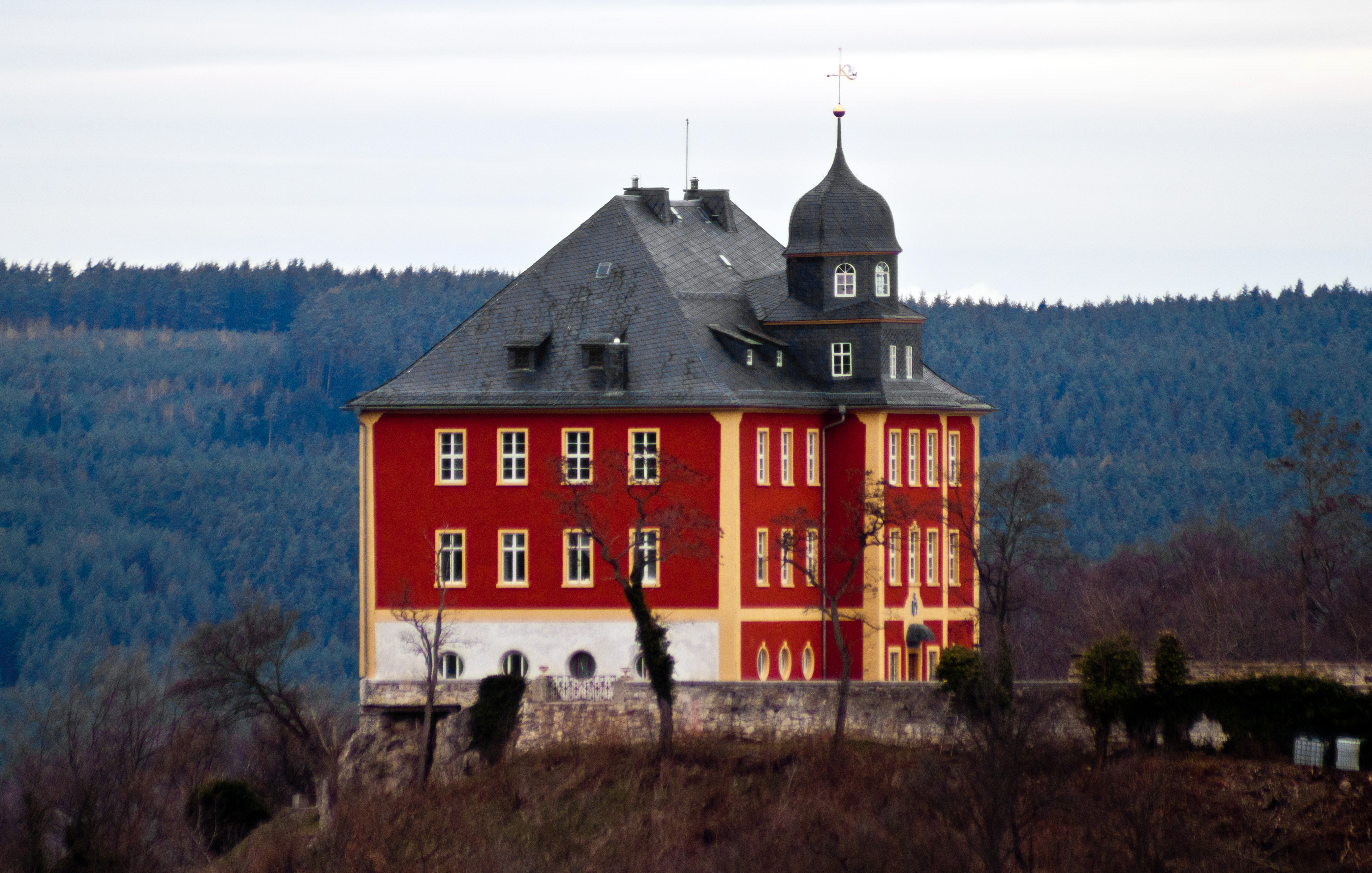
Schloss Brandenstein, Ansicht von Südosten

Im Jahr 2000 wurde das Gebäude von Holger Kahl (Vater des Kunsthändlers Fabian Kahl, bekannt aus „Bares für Rares“) aufgekauft. Seither wird das Haus schrittweise renoviert und rekonstruiert. Unkonventionell erscheint die heutige Farbgebung der Fassaden. Die Familie nutzt Teile der ersten Etage als Wohnbereich. Im zweiten Stock befindet sich der sogenannte Sonnensaal, der für verschiedene Veranstaltungen genutzt werden kann. Seit 2007 ist im Keller des Schlosses ein kleines, veganes Burgcafé mit einer Hof- und einer Westterrasse für Gäste eingerichtet. Im Rahmen einer Seminarfacharbeit entstand ein kleiner Ausstellungsraum im Obergeschoss des Gebäudes, der einen Teil der Geschichte des Schlosses mit Fundstücken belegt und seit September 2009 zu besichtigen ist.